# ناو فیومه
ناو فیومه (به انگلیسی: Italian cruiser Fiume) یک کشتی بود که طول آن ۱۸۲٫۸ متر (۵۹۹ فوت ۹ اینچ) بود. این کشتی در سال ۱۹۳۱ ساخته شد.